# Плавуча база есмінців

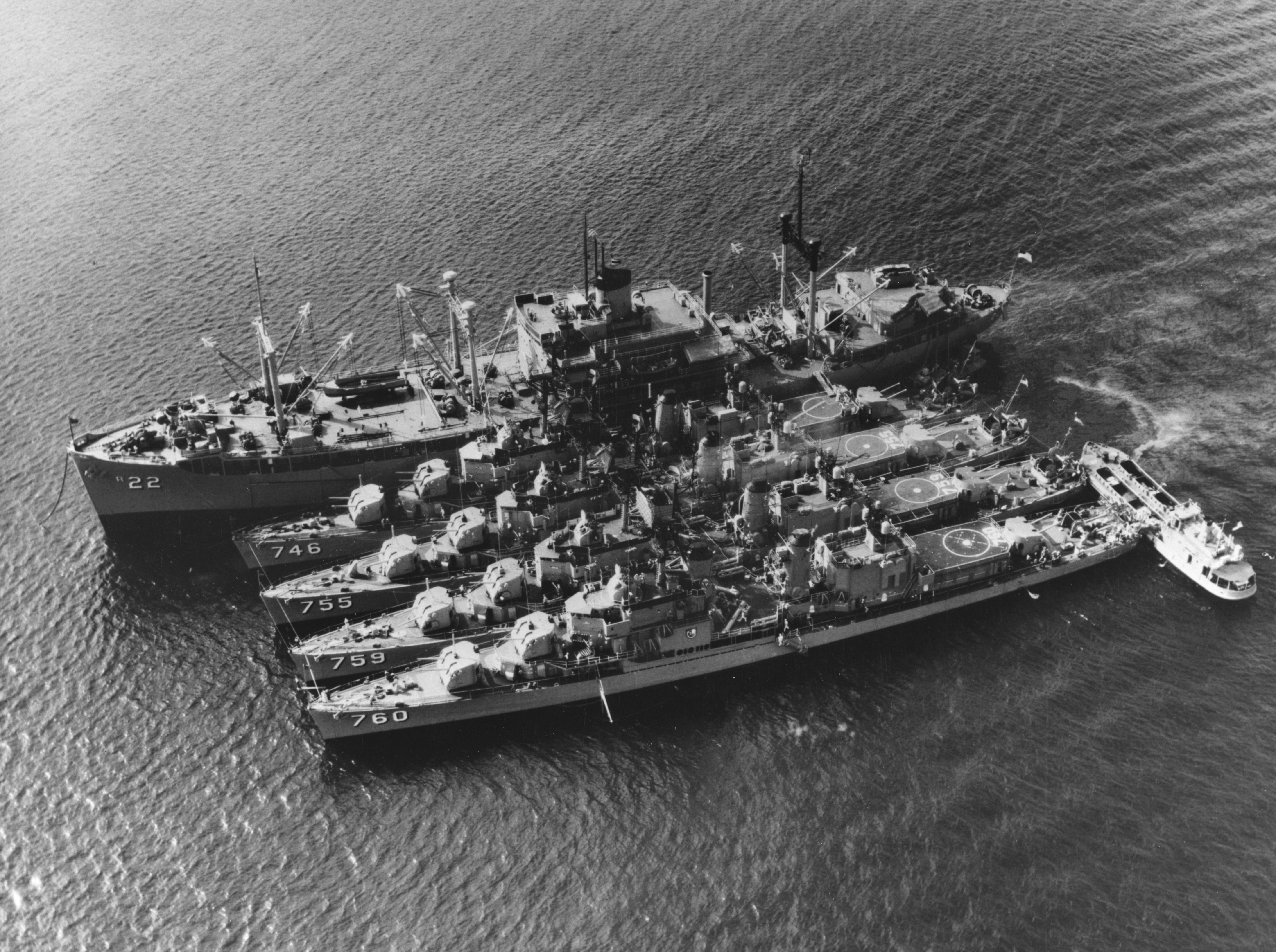
Плавуча база есмінців Klondike разом з флотилію Самнер-класу есмінців типу Sumner, Філіппіни, листопад 1963

Плавуча база есмінців це допоміжне судно, призначене для забезпечення флотилії есмінців чи інших малих кораблів. Використання цього класу суден досягло свого апогею  у першій половині 20-го століття. Після цього зміна поглядів на тактику використання невеликих кораблів (у поєднанні з технологічними досягненнями, які  підвищили надійність їх двигунів) призвела до зменшення інтенсивності використання плавбаз.
Найбільш ранні есмінці мали невеликі розміри, аби збільшити маневровість, і приводились у рух великими паровими турбінами, щоб забезпечити високу швидкість, достатню для перехоплення ворожих міноносців, перш ніж вони могли наблизитися до лінкорів. Корпус цих есмінців був заповнений машинами, запасами вугілля, скорострільними гарматами і торпедами. Було неможливо виділити достатньо місця для житлових приміщень для екіпажу.
Таким чином плавучі бази есмінців, де розміщувалися  житлові приміщення та камбузи для екіпажів цих кораблів, увійшли до складу супроводу бойового флоту разом з вуглярами, аби надати есмінцям спроможність супроводжувати великі кораблі далеко від баз. На плавбазах есмінців також розміщувалися коки, адміністративний і медичний персонал, та кваліфіковані ремонтники для ремонт ще досить ненадійних машин есмінців. Таким чином плавбази несли спеціалізований персонал, який міг обслуговувати цілу флотилію есмінців, а також запчастини для механізмів цих кораблів.

## Розвиток і занепад плавбаз есмінців
Водотоннажність есмінців зросла до 1000 тонн до Першої світової війни і до 2000 тонн для американських есмінців, які супроводжували авіаносці у Другій світовій війні. Плавбази есмінців США переважно несли боєзапас для есмінців, зокрема глибинні бомби, і забезпечували технічне обслуговування торпед. Тим не менш, їх основним завданням стало забезпечення ремонтних робіт на есмінцях у морі.
Поступове зростання розмірів есмінців дозволяло їм розміщувати на борту персонал та обладнання, які раніше розміщувалося на плавучих базах. Коли розмір есмінців у період Холодної війни досяг розмірів крейсерів початку століття, вони набули й властивої для цього класу кораблів автономності. Уцілілі плавбази функціонально перестали відрізнятися від плавучих майстерень.
Деякі плавучі бази есмінців спеціально будувалися для виконання цієї функції, у той час як інші були перероблені з суден іншого призначення.